# Нессельроде, Максимилиан Юлий Вильгельм Франц
Максимилиан Юлий Вильгельм Франц Нессельроде-Эресховен (нем. Maximilian Julius Wilhelm Franz Reichsgraf von Nesselrode-Ehreshoven; 1724—1810) — русский дипломат, граф, тайный советник, посланник в Лиссабоне и Берлине; отец канцлера Карла Васильевича.
Происходил из ветви Эресхофен (младшей) Бергского графского рода Нессельроде, восходящего к XIV веку, и был сыном Франца Карла Нессельроде (болг.) — статс-секретаря и конференц-министра курфюрста Пфальцского и канцлера Бергского герцогства. До поступления на русскую службу граф Нессельроде служил последовательно в Австрии, Голландии, Франции и Пруссии, откуда в 1778 году был вызван императрицей Екатериной II в Россию, обласкан и приближен ко двору.
Прекрасно образованный, любезный и обходительный, граф Нессельроде приобрёл симпатии русского двора и общества, и так как, благодаря своей разнообразной деятельности в нескольких европейских государствах, был хорошо знаком с направлением их внешней политики, то Екатерина ІІ, пожаловавшая его званием действительного камергера, сочла его достойным занять пост русского представителя за границей. Сначала он был послан чрезвычайным посланником и полномочным министром в Лиссабон, а затем переведён на ту же должность в Берлин. В донесениях своих из Берлина он указывал, главным образом, на то, что руководящая роль в европейской политике принадлежит Англии, и что Пруссия слепо следует указаниям из Лондона, чем неоднократно вызывал неудовольствие императрицы.
При Павле І Нессельроде, бывшему в чине тайного советника, была пожалована 3 мая 1798 года в арендное содержание, без платежа арендных денег, мыза Нейгут, Курляндской губернии, с подмызками Принденберг и Крузенгоф. Последние годы жизни граф Нессельроде проводил главным образом во Франкфурте, откуда происходила его жена, дочь богатого известного купца-еврея, Луиза Гонтар (1746—1785), впоследствии принявшая протестантскую религию.